# Edgar Albuquerque Graeff
Edgar Albuquerque Graeff (1921-1990) foi um arquiteto brasileiro.
Nascido no Rio Grande do Sul, graduou-se na Faculdade Nacional de Arquitetura, e teve contato de primeira mão com o Modernismo arquitetônico que fora introduzido no Brasil por Le Corbusier e desenvolvido por Niemeyer e seu círculo. Fixando-se em Porto Alegre na década de 1940, depois de ser reconhecido internacionalmente, foi um dos principais introdutores do Modernismo carioca na capital gaúcha. Entre seus projetos estão a residência Edvaldo Paiva (1948), o edifício Humaitá (1950), o edifício Presidente Antônio Carlos (1952) e a casa Israel Iochpe (1953).